# HMS Scylla (98)
Pour les autres navires du même nom, voir HMS Scylla.
Le HMS Scylla est un croiseur léger de classe Dido en service dans la Royal Navy pendant la Seconde Guerre mondiale.

## Historique

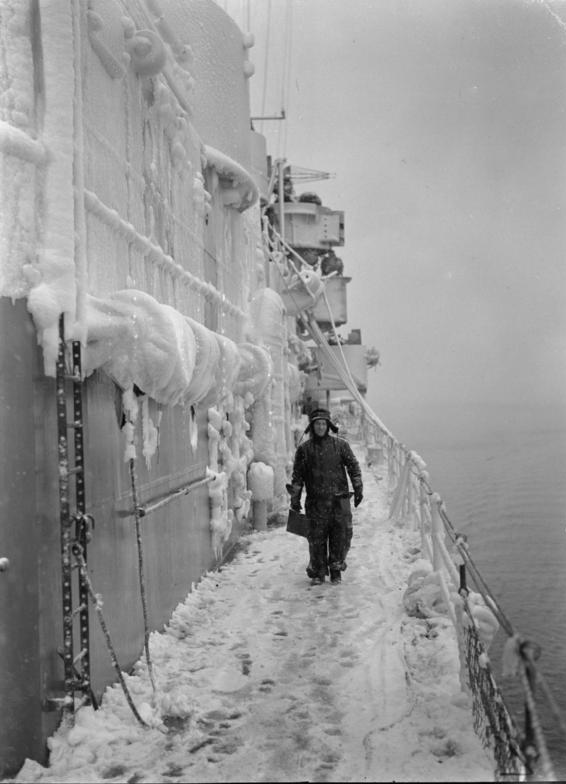
Un membre d'équipage sur le pont enneigé pendant une patrouille dans l'Atlantique Nord en 1943.

Son armement principal était composé de huit canons de 4,5 pouces couplés en quatre tourelles, tout comme son sister-ship, le HMS Charybdis, au lieu des cinq tourelles de deux 5,25 pouces prévues. Ces canons avaient un double rôle antinavire et, malgré leur calibre important, antiaérien.
Après sa mise en service, le Scylla sert avec la Home Fleet pour des missions de convoyage dans l'Arctique, transportant notamment une équipe de renseignement électromagnétique dirigée par le chef d'état-major R.E. Gunn et effectuant un voyage dans la péninsule de Kola pour recueillir des renseignements sur les transmissions. Le 28 octobre 1942, le navire fait route pour Gibraltar. Le mois suivant, il est présent pendant l'opération Torch avec la force O (force opérationnelle orientale), avant de rejoindre le golfe de Gascogne en décembre pour appuyer les forces traquant les forceurs de blocus de l'Axe.
Le 31 décembre 1942, il est dirigé vers le forceur de blocus allemand Rhakotis par un Commandement côtier de la RAF du 502e escadron basé dans les Cornouailles. Le Rhakotis est repéré par un avion piloté par l'officier d'aviation Arthur Hodgson, effectuant plusieurs attaques avant de manquer de munitions. L'équipage suit la cible pendant plus d'une heure, signalant la position du navire qui permet au Scylla de l'intercepter, à quelque 320 km au nord-ouest du cap Finisterre, à la position 45° 01′ N, 10° 30′ O. Lorsque le croiseur ouvre le feu, l'équipage allemand saborde le navire. Le commandant F / O Hodgson fut décoré de la Distinguished Flying Cross pour son rôle dans l'opération. En février, le croiseur retourna dans la Home Fleet pour escorter des convois arctiques, avant de retourner dans le golfe de Gascogne en juin 1943 pour couvrir des opérations anti-sous-marines.
En juillet 1943, il intercepte la goélette Mary B Mitchell dans le golfe de Gascogne. Le capitaine Dowds, anciennement directeur du Irish Nautical College, était capitaine de la goélette et l'officier chargé de l'abordage était un ancien élève de Dowds. Après une agréable réunion, le Mary B Mitchell put reprendre son voyage à Lisbonne et le Scylla poursuivit ses recherches de blocus.
En septembre 1943, le Scylla fait partie de la force de soutien aux débarquements de Salerne (opération Avalanche). Bloqué à la suite d'une rénovation qui dure d’octobre 1943 à avril 1944, il participe ensuite à l'opération Neptune en qualité de navire-amiral de l'Eastern Task Force. Le 6 juin 1944, au large de Sword Beach, il bombarde les positions allemandes dans le secteur d'Ouistreham. Dans les premiers jours de la bataille de Normandie, il effectue de nouvelles escortes à travers la Manche jusqu'au 23 juin, date à laquelle il est gravement endommagé par une mine sous-marine. Déclaré irréparable, il est remorqué jusqu’à Portsmouth.
Utilisé comme cible au profit de l’armée britannique de 1948 à 1950, le Scylla est démoli à compter du 4 mai 1950.